# Tritaeta gibbosa
Tritaeta gibbosa är en kräftdjursart som först beskrevs av Charles Spence Bate 1862.  Tritaeta gibbosa ingår i släktet Tritaeta, och familjen Dexaminidae. Arten är reproducerande i Sverige.